# Будинок провіантського складу (Вороньки)

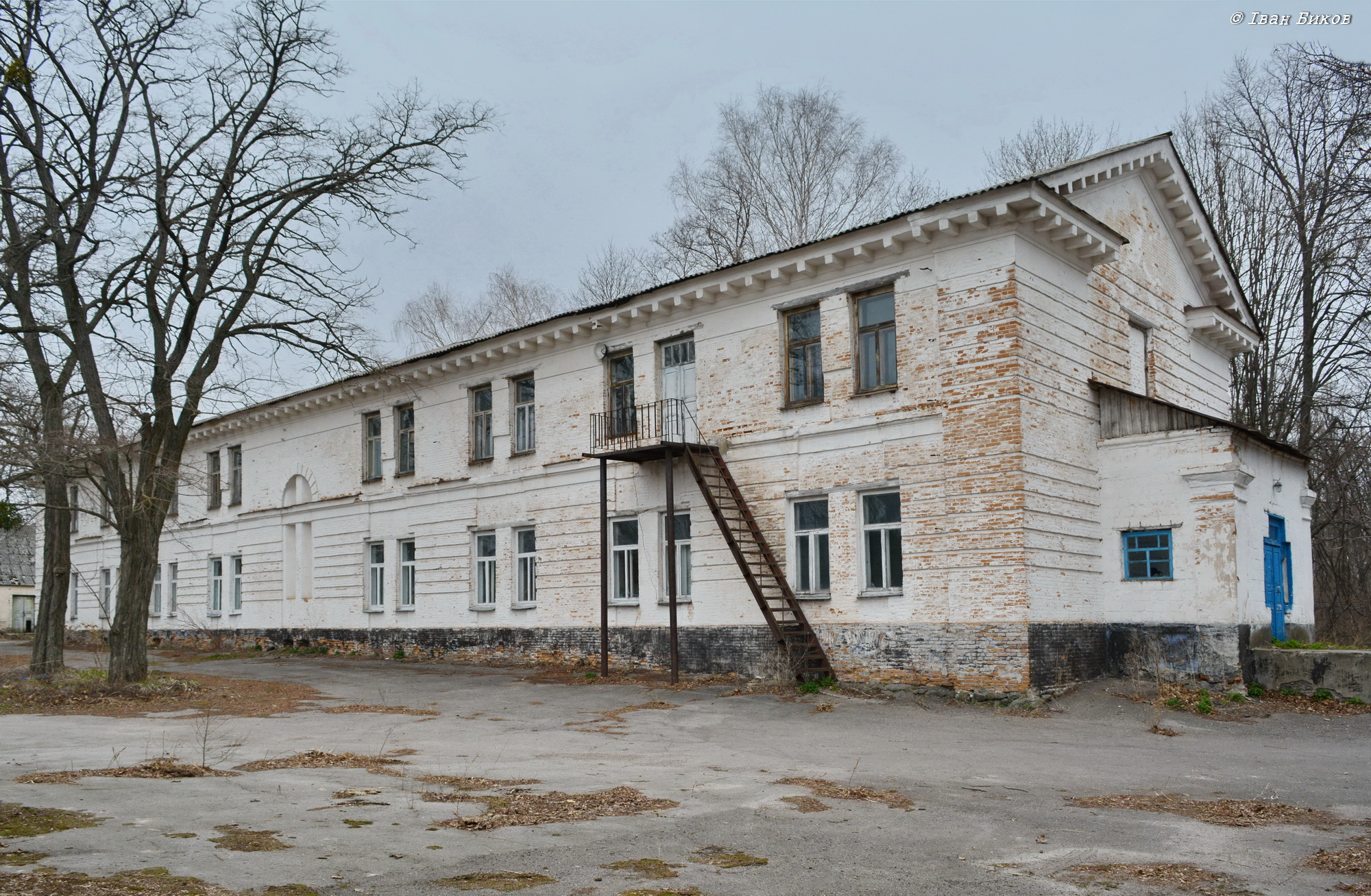
File:Провіантський склад у с. Вороньки. Поч. XIX ст.

Будинок провіантського складу у селі Вороньки Лубенського району Полтавської області внесений до Державного реєстру нерухомих пам’яток України як об'єкт культурної спадщини національного значення (охоронний номер: 160059).

### Історія
Будівля провіантського складу збудована на початку ХІХ ст. на державне замовлення за "апробованим проектом двоповерхових приміщень провіантських складів" у стилі російського класицизму. Призначалася для зберігання закупленого в навколишніх селах зерна, яке в подальшому вивозили баржами по річці Удай. 
Приміщення складу використовувалося за призначенням до радянських часів. 1935 року, після перебудови та реставраційних робіт, у приміщенні колишнього провіантського складу відкрили середню школу, пізніше - професійно-технічне училище.

### Опис
Будинок провіантського складу розташований на підвищенні у західній частині села Вороньки. Довжина приміщення - 52 м, ширина - 12 м, товщина зовнішніх стін - 0,6 м. Будівля складу - цегляна, прямокутна, двоповерхова. Оздоблена класичним декором, стіни першого поверху декоровані рустом. Північний і південний фасади мають по вісім пар вікон на двох поверхах, також на вісі симетрії цих фасадів розташовані декоративні композиції з чотирьох ніш. Будівля має двосхилий дах. Піддашок формує масивний вінчаючий карниз. Основним декоративним елементом карнизу є великі зубці-дентикули. До східного фасаду у ХХ ст. прибудоване цегляне приміщення. 
Станом на 2025 рік будівля не використовується.